# ひまし油

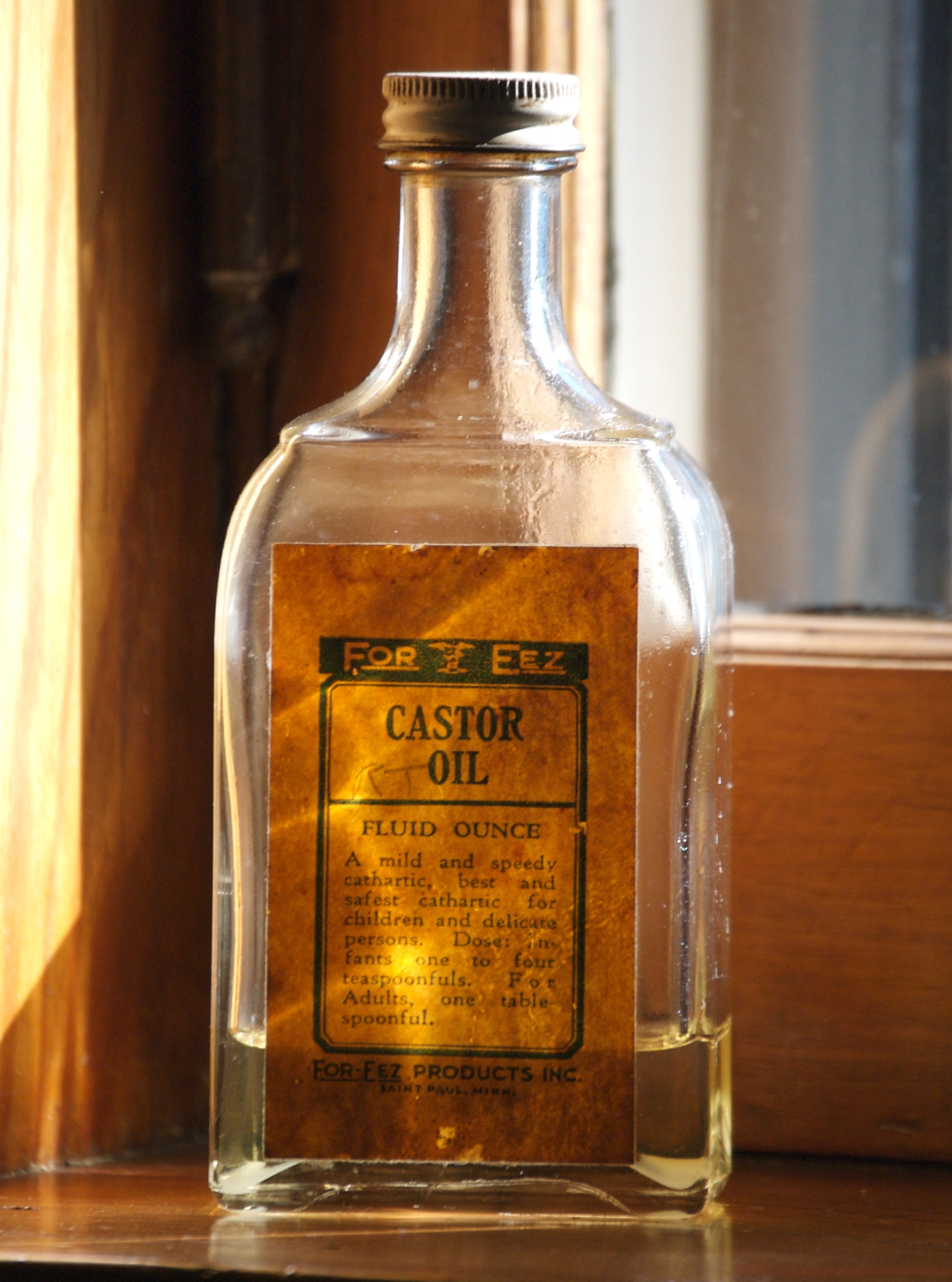
ひまし油

ひまし油（ひましあぶら、ひましゆ、蓖麻子油、英語: Castor oil）は、トウダイグサ科のトウゴマの種子から採取する植物油の一種。
脂肪酸とグリセリンがエステル結合したもので、脂肪酸の約90%がリシノール酸（リシノレイン酸、Ricinoleic acid）である。リシノール酸（リシノレイン酸）は1分子に水酸基と二重結合を持ち、化学的な反応性に富むことから様々な工業用途で用いられる。一方でリシノール酸（リシノレイン酸）は人体内では下痢を起こすため食用に適さず、医療目的で下剤などに使用される。

## 用途

### 工業用途

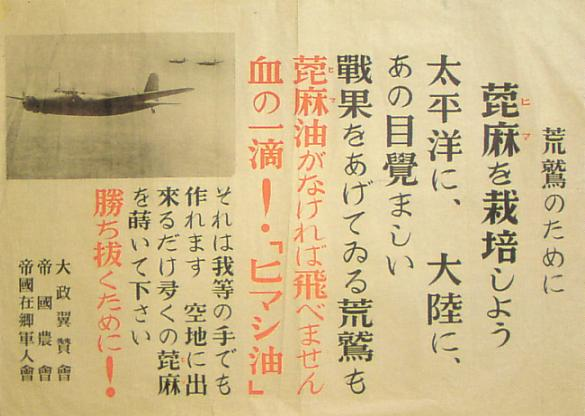
戦時中のポスター（1940年–1945年）

工業用途ではそのままで塗料の原料、ゴム用助剤、潤滑油、ブレーキ液などとして用いられる。また、化学的な反応性に富み、熱分解、アルカリ性分解、酸化重合（吹込ひまし油）、水素添加（ひまし硬化油など）、ウレタン反応、ケン化分解、脱水反応、硫酸化（ロート油）、エステル化、ハロゲン化、アルコシキ化などによる生成物も幅広く用いられる。
一般的には圧搾油であるが、粘度が680mP-sと高いため搾油は容易でない。植物油としては極めて高粘度ではあるが粘度指数はさほど高くはなく、一般的な植物油より大きく劣り、現代の潤滑用の一般鉱油よりも若干劣るレベルである。
一般的な植物油よりも吸湿性に富み、0.3%程度まで均質透明である。

### 医療用途

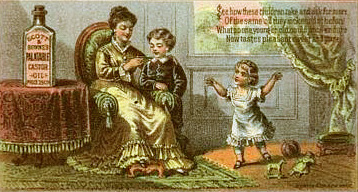
Scott & Bowne companyによる医薬品としてのヒマシ油の広告（19世紀）

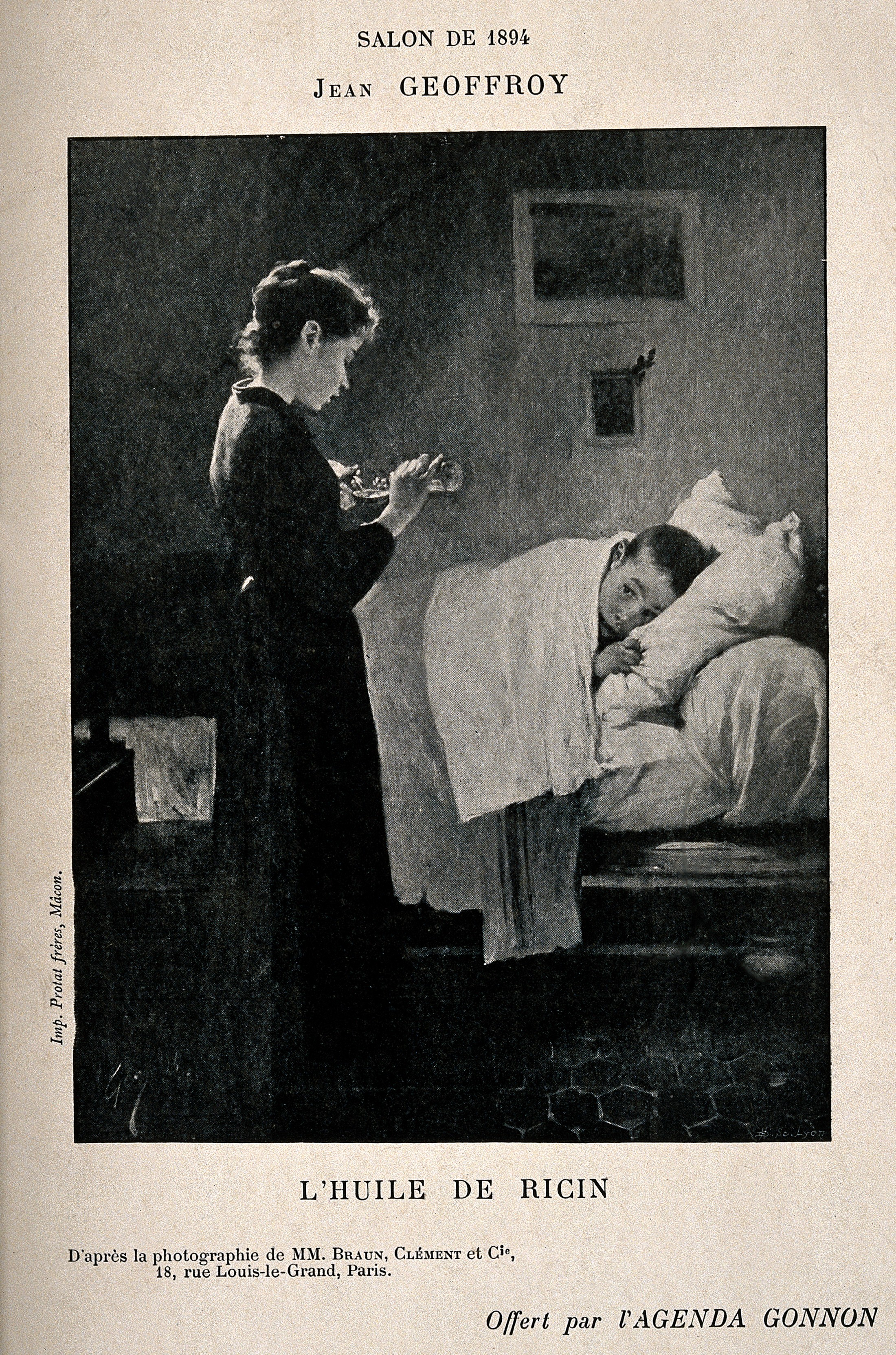
病気の子供にヒマシ油を飲ませる（1894年フランス）

医療用途としては便秘症の治療目的の下剤などとして用いられる。日本薬局方にも収載されている。医師によっては「リチネ」と略記する。
ひまし油が下剤として示す作用機序は、小腸で分解されて生成されるリシノール酸による蠕動運動亢進作用とグリセリンによる粘滑作用によるとされる。
四体液説がベースにあり、傷みやすい肉を常食していたヨーロッパ・アメリカの伝統医療で下剤としてよく使われた。ヒマシ油の服用は、千年近く正式な医療行為の一環だった。とくにアメリカ北部では現在も万能薬のように扱われている。
また、ケニアのキクユ族は「maguta ma mbariki」あるいは単に「mbarĩki」と呼び、皮膚の保護や軽い傷の手当をする際などに用いる。

### 化粧品
医薬品のほか化粧品にも用いられる。『医心方』巻の四には「髪に艶を出す方法」として、大麻子（トウゴマ）から取った汁、つまりひまし油を髪油として使うことが記載されている。

## 歴史
古代のギリシャ時代から用いられ、中世ヨーロッパでは「キリストの御手（パーマ クリスティ）」と呼ばれており、その使用は主に排毒や下剤として使われていた。
いたずらの罰
- アメリカでは昔、いたずらの罰として子供に飲ませることがあり、『トム・ソーヤの冒険』『若草物語』などの児童文学にそういった描写がある[11]。
  - アニメ『トムとジェリー』の挿話『赤ちゃんはいいな』では、トムが飼い主の娘の赤ちゃんごっこに付き合わされた際に、トムは娘におとなしくしていなかった罰としてラストでひまし油をスプーンで無理矢理飲まされるというエピソードがある。その直後にトムは窓の外にひまし油を吐き、その様子を笑って見ていたジェリーも瓶から零れたひまし油を誤って飲んでしまいトムと同様に吐いている。
  - スティーヴン・キング原作の映画『スタンド・バイ・ミー』の劇中で語られるエピソードで、ベリーパイの早食い大会を滅茶苦茶にしようと企む少年が、事前にひまし油を服用し盛大に嘔吐し、他の選手もそれにつられて嘔吐し始め、みごと大会を混乱の渦に叩き込んだ、というものがある。

緩下作用
- 戦後日本でも、天ぷら油として使われ飲食者の下痢を招いた。風味は良かったという者もいる[18]。

## 文化
- カストロール（Castrol）社の名称は、ひまし油の英語名（castor oil）に由来する[19]。
- アニメ『ポパイ』の主人公の恋人オリーブ・オイルの兄はキャスター・オイル（Castor Oyl）(英語版)という名であるが、同様にひまし油の英語名をもじっている。

## 画像一覧

ひまし油の化学式
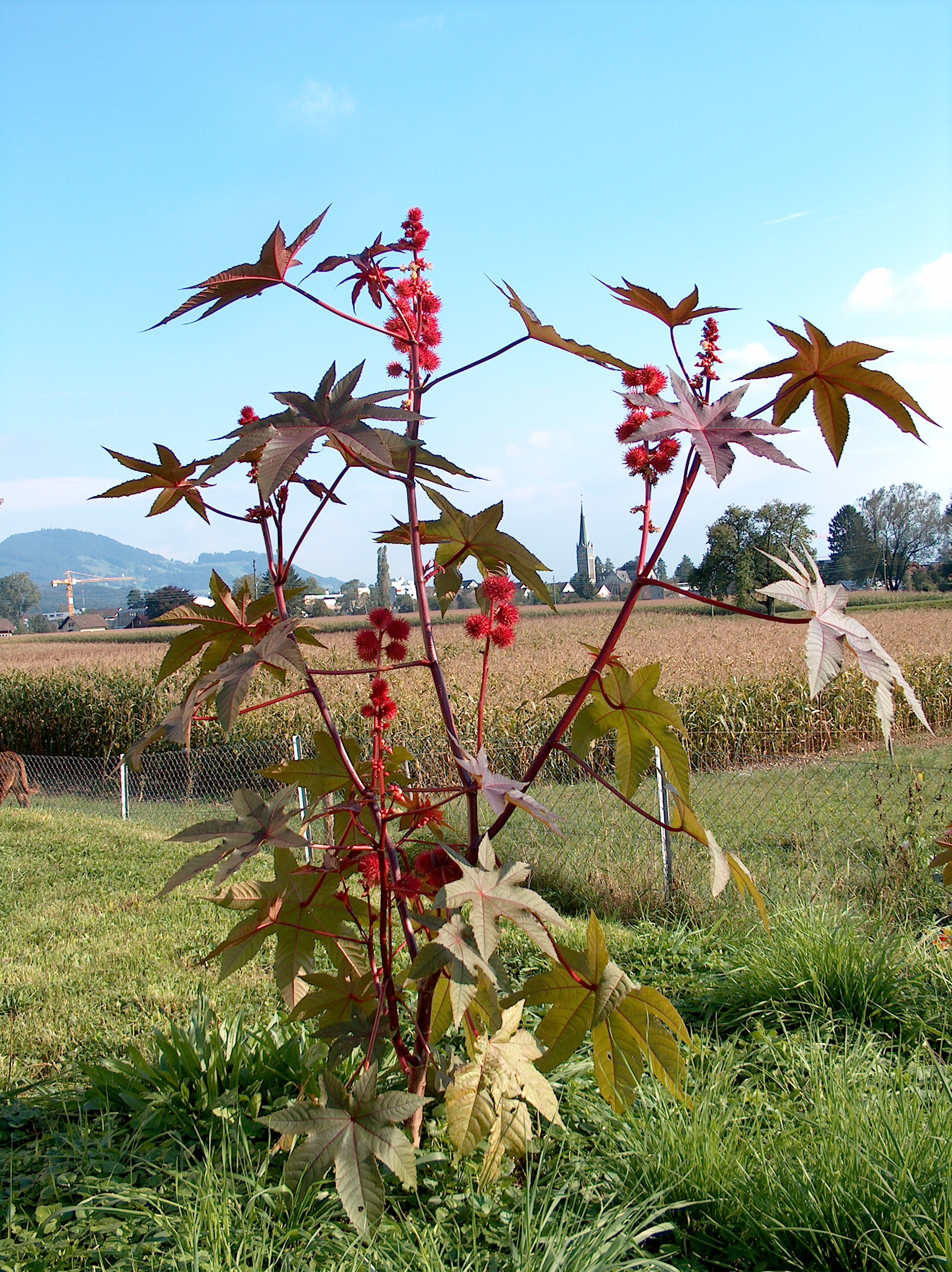
トウゴマ Ricinus communis
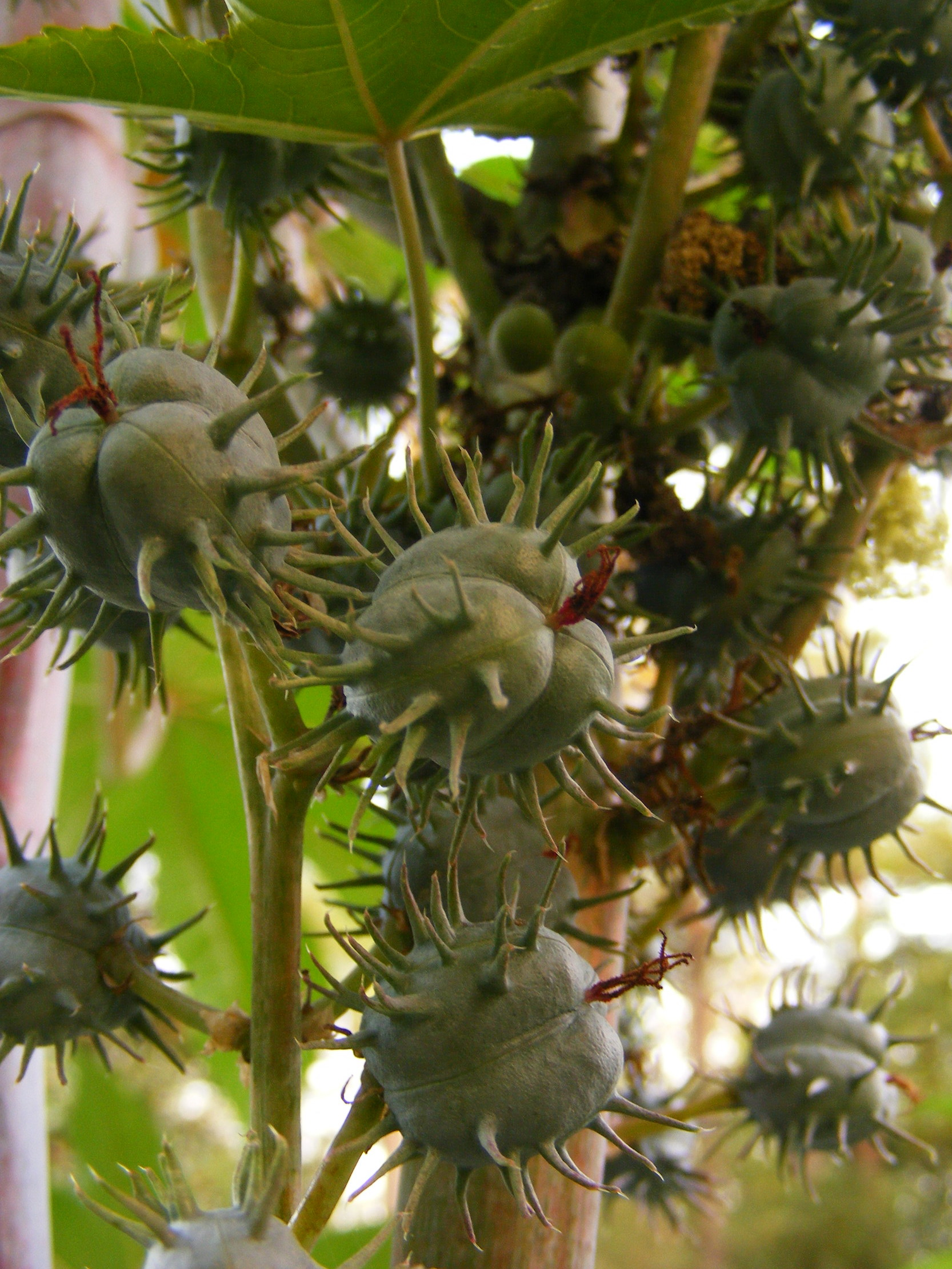
トウゴマの果実
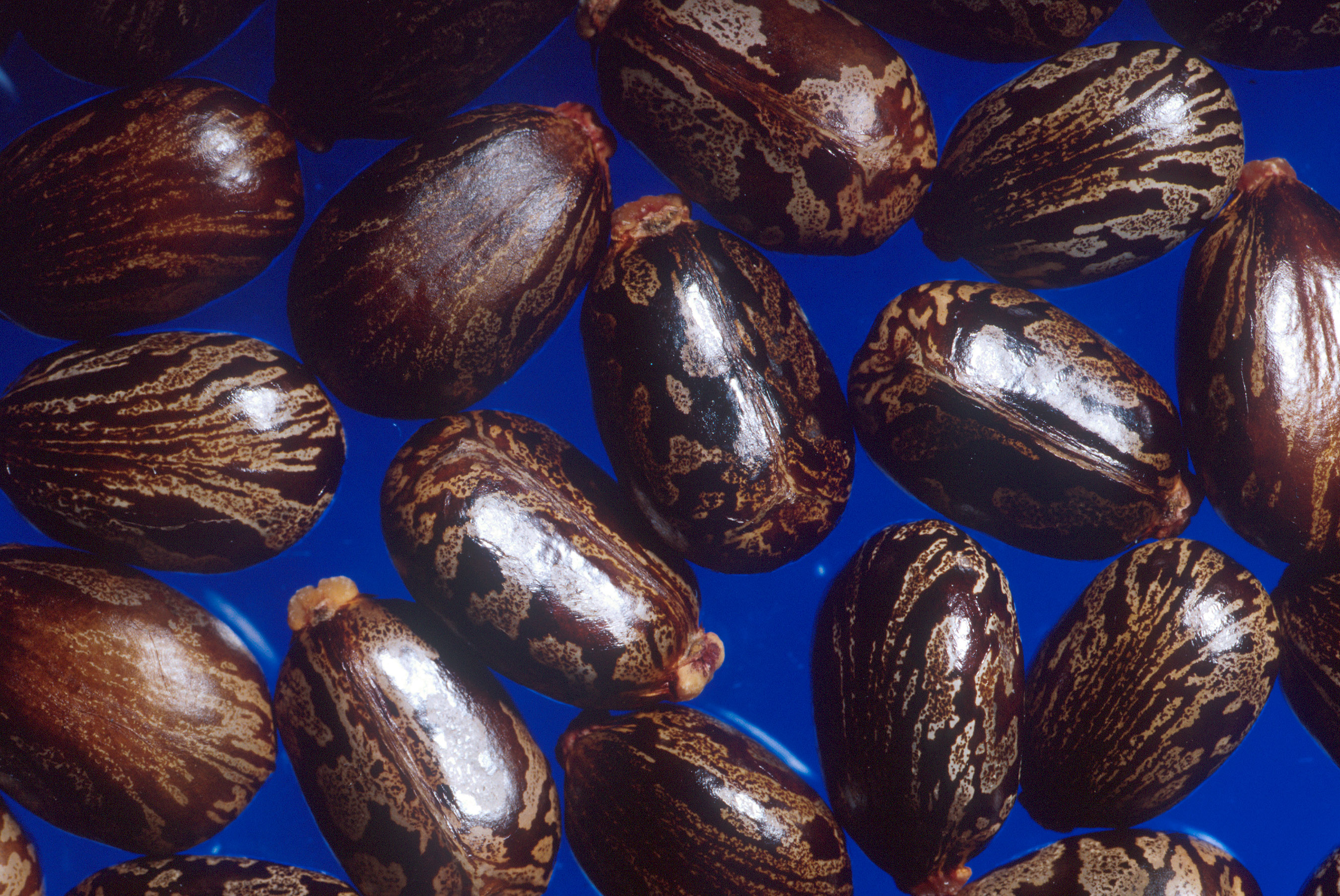
トウゴマの種子

## 関連文献
- 丹波康頼『医心方』 4巻、出版社不明、1860年。[20]